# 倫敦東區

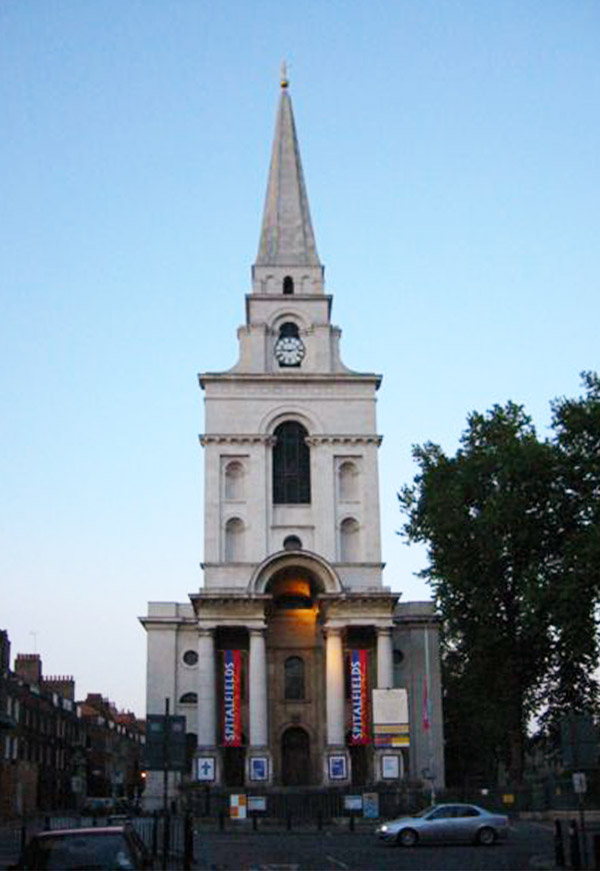
斯畢基督教會

倫敦東區（英語：East End of London），簡稱東區（East End），是英國倫敦一個非正式認定的區域，位於中世紀倫敦市的東部、泰晤士河以北。此用語源起於十九世紀末，帶有貶意，意指倫敦東部聚集了大量貧民與外來移民，而使人口激增、導致生活環境極度擁擠，且為失業問題困擾。

## 另見
- 倫敦西區
- 英國移民史
- 抵達倫敦的黑人移民
- 在倫敦的孟加拉國移民史
- 英國的孟加拉歷史
- 倫敦碼頭區
- 考克尼
- 東倫敦

## 外部連結
- 東區電影協會
- 倫敦東區 （页面存档备份，存于）－h2g2
- 東倫敦歷史學會
- 猶太倫敦東區 （页面存档备份，存于）

51°31′N 0°03′W / 51.517°N 0.050°W